# 프랑스의 6.25 전쟁
프랑스의 6.25 전쟁은 유엔군에 소속되어 6.25 전쟁에 참전한 프랑스 대대의 창설 과정과 주요 전투, 기념 사업 등의 관련된 내용을 서술하는 글이다.

## 참전 배경[1][2][3][4]

### 국제 정세
1950년 6월 25일 새벽에 북한의 인민군이 38도선 전역에서 남한에 대한 기습적 남하공격을 시작하였고 이로써 시작된 남·북한 간의 전쟁은 1947년 이래 전 세계적으로 구축된 미국과 소련 간의 냉전체제와 관련하여 세계 수준의 전쟁으로 발전 하게 되었다. 북한 인민군의 기습적 남침공격에 대하여 한국 정부는 미국에 긴급한 군사원조를 요청하였고, 이에 대하여 미국은 신속하게 유엔(UN)을 중심으로 한 국제적인 군사지원체제를 구축하였다. 즉, 미국은 전쟁이 시작된 지 하루 만인 6월 26일 유엔 안전보장이사회에서 ‘북한은 모든 침략행위를 중지하고 38도선 이북으로 물러 갈 것을 권고’하는 1차 결의안을 가결하였고, 6월 28일에는 ‘북한의 침략 행위를 격퇴할 수 있도록 유엔 회원국이 한국을 군사적으로 지원할 것’을 의결한 2차 결의안을 통과시킴으로써 전쟁의 성격을 남·북한 간의 전쟁에서 북한의 유엔에 대한 전쟁으로 바꾸어 놓았다. 또한 투르만 미국 대통령은 6월 27일 미국 극동군 사령부에 대하여 38도선 이남에서 작전 중인 북한 인민군에 대한 공격을 명령하였고, 이어 한국전선에 미 지상군 투입을 건의한 미 극동군 사령관 맥아더 장군의 요청을 승인함으로써 한반도에서의 전쟁에 미국의 육·해·공군 및 해병대가 참전하게 되었다. 나아가 유엔 안전보장이사회는 7월 7일 상임이사국가인 영국과 프랑스가 제안한 ‘유엔군사령부 설치안’을 의결하였고, 초대 유엔군사령관에 미 극동군 사령관인 맥아더 장군을 임명함으로써 한국정부에 대한 국제적인 군사지원체제를 구축하였다. 한국전쟁 발발 당시에 유엔 안전보장이사회의 상임이사국이었던 프랑스는 전쟁 이전인 1948년 5월 ‘유엔한국임시위원단’ 활동 등 한국문제의 해결에 적극적으로 참여하여 대한민국의 탄생에 기여하였고, 전쟁이 발발한 이후에는 한반도에 평화를 정착시키는 방안을 미국과 함께 정책 방향을 모색하였다. 특히 프랑스는 앞에서 언급한 유엔군사령부 설치안을 영국과 공동으로 발의하여 유엔 결의안으로 통과시키는 데에 결정적인 역할을 담당하였다. 나아가 프랑스 정부는 국내의 적지 않은 반대 여론에도 불구하고 1950년 7월 22일 유엔군에 프랑스가 참가할 것을 공식적으로 발표하였고, 이에 대한 일차적 조치로써 극동해군에 소속된 구축함 그랑디에르(La Grandiere)호를 한반도에 파견하였으며, 8월 24일에는 ‘한국전쟁에 참전할 프랑스군의 규모를 미국식 1개 보병대대’로 할 것과 ‘참전부대는 현역과 예비역의 지원자들로 구성할 것’을 결정하였다. 이를 근거로 하여 10월 1일 ‘유엔군 예하 프랑스 지상군부대(Forces Terrestres Francaises de I. O. N. U)’가 공식적으로 창설되었고, 프랑스에서 약 한 달의 훈련을 끝낸 프랑스대대가 1950년 11월 29일 부산에 상륙함으로써 프랑스의 한국전쟁 참전이 본격화되었다.

### 프랑스 여론[1][5]
유엔 안전보장이사회 상임 이사국인 프랑스는 유엔군 사령부 설치안을 공동으로 제안하였고, 7월 12일 출범한 르네 쁠레방(René Pleven) 총리가 이끄는 프랑스 내각은 7월 22일 한국전쟁에 유엔군으로서 프랑스의 참전을 발표하였다. 하지만 프랑스 정부는 한국전쟁에 프랑스군을 파견하기 전 당시 프랑스 사회가 가지고 있던 두 가지 국내 정치적 문제를 해결할 필요가 있었다. 그 중 첫번째 문제는 제 2차 세계대전의 종전 직후 서부 유럽 특히, 프랑스 대중사회에 광범위한 지지기반을 형성한 사회주의적 정서와 프랑스 공산당의 활발한 반전 및 평화운동의 분위기를 어떻게 돌파하느냐의 문제였고, 다른 하나는 프랑스 정부가 인도차이나전쟁과 마다가스카르, 알제리 등 아프리카의 반-프랑스지역 소요를 해결할 수 있는 국방예산을 어떻게 확보하느냐에 관한 것이었다. 이와 같은 당시의 상황으로 미루어 보아서 한국전쟁에 새로운 전투부대를 파병하는 문제는 프랑스 정부에게 사실상 큰 부담이 된 것은 사실이었다.
공산당의 대표적인 기관지였던 『뤼마니테(L’Humanité)』는 북한의 기습공격 이후 다음날 6월 25일 소련의 공식적 논평에 근거하여 “토요일 밤에서 일요일 새벽에 걸쳐 미국의 꼭두각시인 이승만 정부의 남한군이 38선을 따라 정해져 있는 남한과 북한의 국경선 중 세 곳에서 공격을 감행했다. 이전에 있었던 여러 도발 사건에 이어 감행된 이번 공격에 대해 북한 인민공화국 정부는 단호하게 응수하겠다는 의지를 천명했다. 전투는 빠르게 대규모로 확대되었으며, 급전에 따르면 현재 인민 공화국 군대가 공격자들을 남한 영토로까지 물리쳤음이 확인되었다.”라고 하며 남한의 북침설을 주장하였다. 공산당 기관지는 전쟁의 책임을 미국과 남한 정부에게 돌렸고 이를 통해 프랑스 군대가 전쟁에 참여하는 것에 적극 반대하였다.
한편, 공산당 기관지 『뤄마니테』를 제외한 대부분의 프랑스 언론 매체들은 한국전쟁에 대한 유엔의 대응과 프랑스 정부의 참전 결정을 긍정적으로 평가하였다. 6월 27일, 『르 포풜레르(Le Populaire)』 다음과 같은 기사를 통하여 전날 발간된 공산당 기관지(『뤼마니테(L’Humanité)』)의 보도 내용인 남한에 의한 북침이라는 주장의 비논리성을 다음과 같이 비평하고 있다.
| “한국에서 일어난 사건은 … 『뤼마니테』지의 입장에서는 북한군이 남한의 도발에 대응한 것에 불과하다. 그런데 이 대응이라는 것은 정말로 이해하기 어렵다. 순전히 방어적인 단순한 반격이 단시간 내에 북한군을 국경에서 먼 지역까지, 어제는 심지어 남한의 수도인 서울의 입구에까지 이르게 했다니 말이다. 또한 전투가 시작된 당일에 북한군이 꽤 먼 지역에서 남한의 연안에 대하여 몇 번에 걸친 상륙작전을 수행했다는 사실은 더욱 대응이라는 말을 의심스럽게 만든다.’’ |
| --- |

『르 포풜레르』는 위와 같이 남한의 북침설에 의문을 제기하였고 추가적으로 전쟁발발과 관련된 소련 및 공산당 기관지의 선전 방식이 과거 히틀러가 오스트리아, 체코슬로바키아, 폴란드 등을 침공할 때 방식과 일치한다는 점을 지적하였다. 『르 포퓔레르』는 『뤼마니테』의 평화 유지를 내건 국제적인 반전운동을  대중들을 속이기 위한 수단이라고 주장하였고, 진정한 평화주의적 입장은 '유엔이 제시한 교전 중지와 퇴각 요청의 이행'이라는 점을 지적함으로써 유엔의 제안을 거부한 북한이 바로 한국전쟁에서 공격자라는 것을 다시 한 번 확인하였다.
| ‘‘북한(공산주의)의 군대가 남한(반공산주의)과의 경계선인 38선을 넘어서 공격을 시작한 것은 일요일 새벽이었다. 수도를 방어하는 남한의 반공산주의 군대의 반격이 실패했으며, 공산주의자들은 서울로 진격을 계속하고 있고, 전쟁 이틀째인 월요일에 남한의 군사적 상황이 심각하게 악화된 것으로 보인다. 미국의 요청에 따라 긴급 소집된 UN 안전 보장 이사회는 두 나라에 즉시 전쟁을 중지할 것을 명령했다…. 남한을 구하기에는 이미 너무 늦었는지도 모른다. 서울의 불행한 민주공화국은 소련의 도움을 받고 있는 공산주의자들의 공격에 의해서뿐만 아니라, 일관성 없이 주저하는 태도를 보이는 미국의 극동 정책에 의해서도 희생물이 될 것으로 보인다.” |
| --- |

『르 몽드(Le Monde)』에서는 위와 같이 한국 전쟁의 시작을 북한의 남침으로 보았고, 한국전쟁이 ‘공산주의의 소련과 반공산주의의 미국 간의 체제대결의 대리전’ 이라고 간주하였다. 추가로 현재 남한의 상황이 심각하게 악화되었고 미국의 전쟁 중지 명령에도 북한의 전쟁을 지속하고 있음을 알리며 프랑스 여론이 남한을 지원하는데 더 이상 시간을 끌어서는 안된다는 점을 분명히 하였다. 이러한 관점에서 『르 몽드(Le Monde)』는 프랑스의 유엔 결의안 동의에 긍정적 시각을 가지고 있다고 볼 수 있다.
프랑스 보수진영의 대표 기관지인 『르 피가로(Le Figaro)』는 6월 27일 한국전쟁에 대하여 「힘의 시험 (Epreuve de force)」이라는 기고문을 게제하였다. 게재문의 저자인 레이몽 아롱은 “북한의 인민 민주주의 군대가 남한을 침략한 것은 제2차 세계대전의 종 전 이후에 일어난 가장 중대한 사건이다. 소련은 자유세계에 대항하여 제한 된 방식이긴 하지만 계속해서 침략을 감행했다. 1946년에서 1950년 사이에는 냉전 협정이 무력의 직접적인 사용을 금지하는 것처럼 보였다. 그러나 처음으로 이 협정이 위반되었다. 우리가 보기엔 북한군은 인접 국가를 공격 한 것이 아니라, 같은 국가의 다른 한쪽을 공격한 것이라고 말할 수 있다. … 이제 무한 전쟁의 새로운 단계로 접어들었다.”가 같이 저술하며 한국전쟁을 제 2차 세계대전 이후 가장 중대한 사건으로 규정하였고 전쟁의 배후자로 소련을 지목하였다. 나아가 아롱은 한국전쟁은 “시험적 성격의 전쟁”으로서 소련이 북한을 앞세워 남한을 침공한 것은 남한 자체를 목표로 하기보다 “미국을 겨냥한 의식적인 도발”이라는 간주하면서, 만약 미국이 한국전쟁에 적극적으로 개입하지 않는다면, 미국은 국제사회에서 체면과 극동에서의 지지기반을 상실하게 될 것으로 평가하였다. 뿐만 아니라 『르 피가로』에서 아롱은 시험적 성격이 강한 한국전쟁에서 미국이 취해야 할 최우선적 과제는 “정복자 소련이 내세운 계획 도구인 인민군에 대하여 군사적으로 단호하게 대응”하는 것이라고 주장하면서, 남한에서 인민군과 소련을 물리치기 위한 구체적 행동방안으로 미국이 앞장서 유엔을 중심으로 즉각적으로 참전할 것을 촉구하였다.

## 부대 편성
| 부대명                 | 직위     | 지휘관 | 지휘관   | 지휘관            | 비고       |
| ---------------------- | -------- | ------ | -------- | ----------------- | ---------- |
| 부대명                 | 직위     | 계급   | 성명     | 참전기간          | 비고       |
| 유엔군소속 프랑스 대대 | 총지휘관 | 중령   | Monclar  | 1950.11.~1951.11. | 미 제2사단 |
| 유엔군소속 프랑스 대대 | 대대장   | 중령   | Lemire   | 1950.11.~1951.09. | 미 제2사단 |
| 유엔군소속 프랑스 대대 | 대대장   | 중령   | Beaufond | 1951.09.~1951.11. | 미 제2사단 |
| 유엔군소속 프랑스 대대 | 대대장   | 중령   | Borreil  | 1951.12.~1952.11. | 미 제2사단 |
| 유엔군소속 프랑스 대대 | 대대장   | 중령   | Germiny  | 1952.12.~1953.10. | 미 제2사단 |

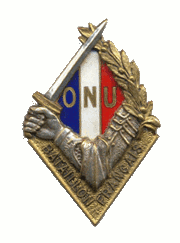
프랑스 대대 문양

한국에서의 전황이 나날이 악화되고 있는 7월 22일 프랑스 정부는 영국, 오스트레일리아, 네덜란드, 터키에 이어서 유엔군으로서 한국전쟁에 참전을 발표하였고, 프랑스 국방부의 지휘부는 여론에 부합하는 한국전 참전방법을 세심하게 검토하기 시작하였다. 프랑스 정부는 8월 25일 블랑 장군과 몽클라르(Ralph Monclar) 장군이 중심이 되어 한달가량 검토한 새로운 한국전 파병 동의안을 하원 통과시킨 후 발표하였는데, 발표안의 핵심은 ‘현역 및 참전 경험을 지닌 예비역 중에서 순수하게 지원자들로만 구성되는 미국식 1개 보병대대를 창설’하는 것이었다. 이 발표에 따르면 대대급인 파병부대의 전투원은 장교 39명, 부사관 172명, 병사 806명 등 총 1,017명이었고, 이 부대를 지원하기 위한 별도의 1개 중대에는 장교 10명, 부사관 40명, 병사 350명 등 총 400명이 편성되었다. 또한 프랑스 본국에는 장교와 병사 150명으로 편성된 예비중대를 편성하였다. 전원 현역과 예비역으로 충원되는 지원병들의 현역과 예비역의 비율은 장교는 각각 50퍼센트였고, 부사관은 70퍼센트 대 30퍼센트였으며, 병사들은 10퍼센트 대 90퍼센트였다. 빠리지엔 리베레 신문의 지원병 모집공고를 통하여 한국전 파병을 위한 프랑스 대대(Battalion Francais de l’O. N. U)의 충원과 편성 은 10월 1일 완료되었는데, 프랑스 대대는 3개 전투중대, 1개 지원중대, 그리고 본부중대로 편성되었다. 그리고 각각의 중대는 지원병들의 과거 출신 병과와 경력을 고려하여 편성하였는데, 이것은 초대 대대장인 르미르 소령이 전투부대원들에게 필수적인 동지애적 유대감 및 감투정신을 최단 시간 내에 극대화하려는 목적에서 시도한 것이었고, 그 결과는 매우 양호하였다. 이에 따라 제1중대(중대장 드 카스트 리 대위)는 주로 해병대 출신들로 구성됐으며, 제2중대(중대장 위샤르 대위)는 대부분 수도방위 보병부대 출신들로 구성됐으며, 제3중대(중대 장 세르 대위)는 낙하산부대와 외인부대 출신들로 편성되었다. 전투지원 중대는 포병과 특수기술병과 출신으로 구성되었고, 본부중대는 수송·기계 등 기술병과 출신으로 편성되었다. 이처럼 부대 편성을 완료한 프랑스 대대는 약 한 달간 오부르 훈련기지(au camp d‘Auvours)에서 제대별 훈련을 마치고 드디어 10월 25일 한국을 향하여 마르세유항을 출항하였다. 프랑스대대는 줄곧 미 제2사단 23연대에 편제되어 함께 작전을 수행하였다.
| 참전연인원 | 참전규모                    | 참전규모     |
| ---------- | --------------------------- | ------------ |
| 참전연인원 | 육군                        | 해군         |
| 3,421명    | 보병대대 : 1 병력 : 1,185명 | 구축함 : 1척 |

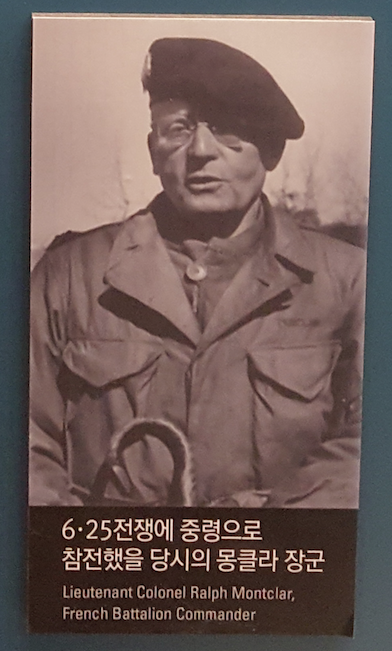
라울 마그랭베르느레(Raoul Magrin-Vernerey, 1892년 2월 7일 ~ 1964년 6월 3일) 또는 더 잘 알려진 이름인 랄프 몽클라르(Ralph Monclar)는 프랑스 육군의 장교이다. 그는 제1차 세계 대전, 제2차 세계 대전, 한국 전쟁에 참전하여 활약했다. 제2차 세계대전 당시 자유 프랑스의 군대와 한국 전쟁 당시 프랑스 대대를 이끈 것으로 유명하다. 한국 전쟁에 참여하기 위해 3성 장군이었던 그는 계급장을 반납하고 중령으로 계급을 하향했다. 18번의 상처를 입었고 18번 훈장을 받은 맹장이었던 그가 60세에 스스로 계급장을 낮추어 달았던 이유는 단지 지휘하려는 부대가 대대 규모였기 때문이었다.

프랑스 대대 사령관에는 몽클라르 중장이 육군 중령의 계급으로 임명되었고, 참모부에는 부사령관, 수석군의관, 기갑부대장, 공병대장, 부관 및 군사우편담당관이 소속되었다. 또한 유엔군에 소속된 프랑스의 전투부대인 프랑스 대대는 대대본부와 본부중대, 3개 전투중대와 1개 화기중대와 1개 화기중대로 편성되었다. 전투중대는 각각 소대 3개 및 화기소대 1개가 편성되었고, 각 중대에는 중대장과 부중대장이 편제돼 있었다. 중대장에는 대위가 임명됐고, 소대장에는 중위와 소위가 임명됐다. 화기중대는 75mm 무반동총 소대와 기관총소대, 81mm 박격포소대를 예하에 편제하였다.
| 프랑스 대대 최종 편성        | 프랑스 대대 최종 편성                                              |
| ---------------------------- | ------------------------------------------------------------------ |
| 사령관                       | 중령 몽클라르                                                      |
| 참모부                       | 부사령관, 수석군의관, 기갑부대장, 공병대장, 부관 및 군사우편담당관 |
| 대대본부                     | 대대장, 부대대장, 참모장, 제 1과, 제 2과, 3과, 군의관, 군목        |
| 본부중대                     | 중대장, 행정소대장, 군수담당, 수송관, 연락 및 통역, 공병소대       |
| 제 1중대, 제 2중대, 제 3중대 | 각 중대마다 중대장(대위)과 부중대장(중위, 소위) 편제               |
| 화기중대                     | 75밀리 무반동총소대, 기관총 소대, 81밀리 박격포소대                |

## 주요 전투

### 제 1차 시기(1950.11.29~1951.11.30)[1][12][13]

#### 1. 원주/문막 전투(1951.1.5~1.26)

##### 1) 개요
원주/문막 전투는 프랑스 대대가 한국에서 치른 최초의 전투이다. 원주/문막 전투는 12월 31일부터 시작된 중공군과 북한군의 공격에 대하여 중부전선의 춘천 정면을 방어하던 한국군 제3군단의 철수를 엄호하면서 발생한 전투와 원주를 적에게 빼앗긴 후 이를 탈환하는 과정에서 발생한 일련의 작전 활동이다. 1951년 1월 5일 원주 철수 엄호전투로부터 1월 24일 미 제2사단 제38연대에 배속돼 1월 26일 문막리 부근에서 정찰 활동을 하기까지 22일 간에 걸쳐 이뤄졌다.

##### 2) 전개
1950년 12월 25일: 프랑스 대대가 미 제2사단 제23연대와 함께 원주-횡성-홍천을 연결하는 선을 목표로 전진
1950년 12월 29일: 원주 북쪽까지 진출하여 저지 진지를 구축
1951년 1월 5일: 홍천-횡성 사이의 주막거리 일대에서 철수하여 원주시 학성동 일대에 저지진지를 구축
1951년 1월 7일: 22시에 시작 되어 일대 격전이 전개
1951년 1월 8일: 절대적인 병력의 열세로 인하여 00.00시에 원주 남쪽 5km의 고지로 철수
1951년 1월 10일: 적군이 프랑스 대대를 포위하기 위해 네 차례에 걸쳐 대공세를 펼쳤으나, 고지 상에 위치한 프랑스 대대는 야포의 포격과 항공기의 폭격 그리고 사격전과 치열한 근접전을 통하여 진지를 고수, 이 전투에서 제3중대의 연락장교 델모트(Delmote)중위가 프랑스 대대 가운데 처음으로 전사
1951년 1월 12일: 자정에 중공군 2개 대대가 야음을 타고 프랑스 대대의 방어진지를 향해 수류탄과 기관총을 난사하며 돌진, 유엔군과 중공군 간에 처절한 백병전이 전개, 새벽이 되자 중공군 북쪽으로 퇴각
1951년 1월 20일: 원주시 점령 공격을 시도
1951년 1월 23일: 마지막의 적군을 원주 북서쪽으로 격퇴시킴으로써 원주와 그 부근을 재장악
1951년 1월 26일: 문막리에 잠복해 있던 적 450명 기습 공격하여 32명을 사살

#### 2. 원주 쌍터널 전투(1951.1.31~2.2)

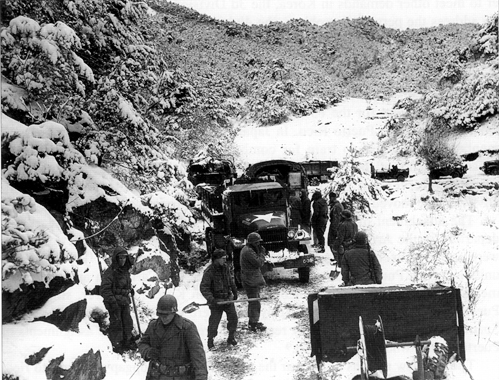
제2보병사단이 원주 남쪽의 산악도로를 따라 이동 중이다.

##### 1) 개요
원주 서북방 25km의 원주~양평 간 중앙선 철로상의 쌍터널 부근에서 있었던 쌍터널 전투는 프랑스 대대가 중공군 제125사단과 치른 전투로서 프랑스 대대의 작전의 우수함이 돋보였던 전투였다. 미 제2사단이 원주를 재탈환한 후 미 제10군단은 미 제2사단에게 “경기도 양평의 지평리 남쪽 약 8km 지점의 쌍터널지역으로 북진하라”는 공격명령을 내렸고, 명령에 따라서 전진하던 미 제23연대 제2대대 정찰대가 쌍터널 부근에서 북한군 2개 대대의 공격을 받아 포위당하였고, 이들을 구출하기 위하여 제23연대 제3대대와 프랑스 대대가 1월 31일 저녁 지평리 도로 서쪽 쌍터널 전방으로 진출했다.

##### 2) 전개
1951년 2월 1일 04시 50분: 중공군 제125사단 예하 제373, 제374 연대 소속의 중공군이 자동화기, 박격포, 대포 등을 앞세워 프랑스 대대와 미군 대대가 구축한 사주방어진지를 공격
1951년 2월 1일 07시 00분: 적군이 프랑스 대대가 점령한 진지 정면에 대하여 전면적인 공격을 다시 시작하였고, 프랑스 대대는 보급품이 다 떨어지자 화력 지원과 함께 낙하산에 의한 보급을 미 제2사단에 요청
1951년 2월 1일 08시 00분: 6대의 수송기가 보급품을 공중에서 투하, 프랑스 대대는 재차 공격해 오는 중공군과 전투 지속 이후 고지 정상 사수
1951년 2월 2일: 미 제23연대의 전 병력 쌍터널 부근으로 전개 및 정찰

##### 3) 결과
이처럼 지원병들로만 구성된 프랑스 대대는 몽클라르 중령의 지휘 하에 방어진지를 완벽하게 지켜내며 중공군 제373연대를 궤멸시켜 적군 사살 1,300명, 부상 3,600명의 전과를 이루었다. 하지만 프랑스 대대의 빛나는 전공은 전사 27명, 부상 97명 그리고 3명의 실종자 등 막대한 희생 속에서 이뤄진 것이다. 수적 열세를 이겨내고 승리한 프랑스 대대에게 프랑스와 미국 정부는 각각 국방부 장관과 대통령 표창을 수여했다.

#### 3. 지평리 전투(1951.2.13~2.15)

지평리 전투 개요

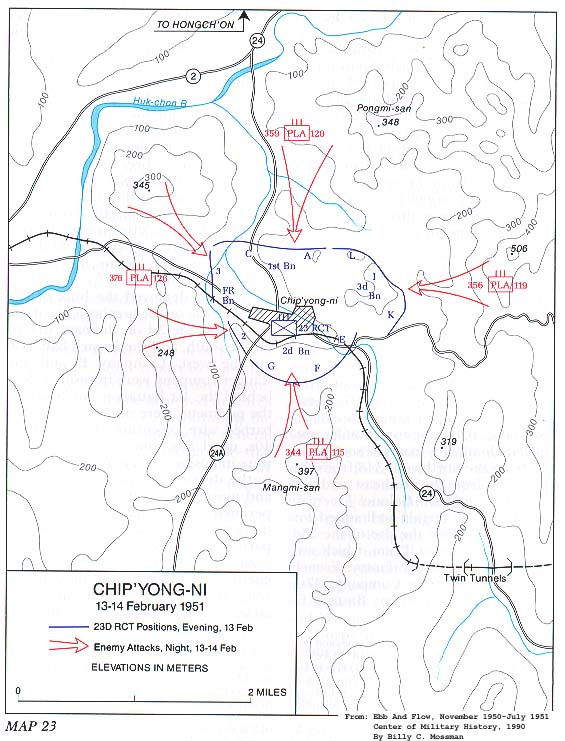
지평리 지역 지도

##### 1) 개요
지평리 전투는 1951년 2월 11일부터 2월 18일까지 지속된 중공군의 2월 공세 시 미 제2사단 제23연대와 이 연대에 배속된 프랑스 대대는 중동부전선의 요충지인 지평리(양평 동쪽 12km)에서 중공군 제39군 예하 3개 사단에 의해 완전 포위되는 위기에 빠졌으나, 제23연대의 전 장병이 3일에 걸친 근접전투와 백병전으로 중공군의 집요한 공격을 이겨내고 승리한 전투로서 유엔군이 중공군 참전 이후 공세작전에서 첫 승리한 전투이기도 하다. 이 전투를 기점으로 유엔군은 중공군에게 이길 수 있다는 자신감을 얻었고, 이를 계기로 중공군을 38도선 북방으로 밀어내는 재반격의 기반을 마련할 수 있게 됐다.

##### 2) 전개
1951년 2월 3일: 북진을 계속한 미 제23연대는 중동부전선의 요충지인 지평리라는 작은 마을에 진출함으로써 제 10군단 정면 서쪽에 새로운 돌출부를 형성
1951년 2월 11일: 중공군은 2월 11일 야간의 반격으로 이 기동을 일차로 저지, 연대는 이 마을을 중심으로 직경 3km에 연대의 전 병력(제 1, 2, 3, 프랑스 대대)으로 사주방어진지를 배치, 제 일선에 개인 참호에 의존하는 전 병력을 투입, 연대에 배속된 155m 곡사포 1개 중대(6문), 105mm 곡사포 1개 대대(8문), 전차 1개 중대(21대), 박격포 51문으로 추가 보강

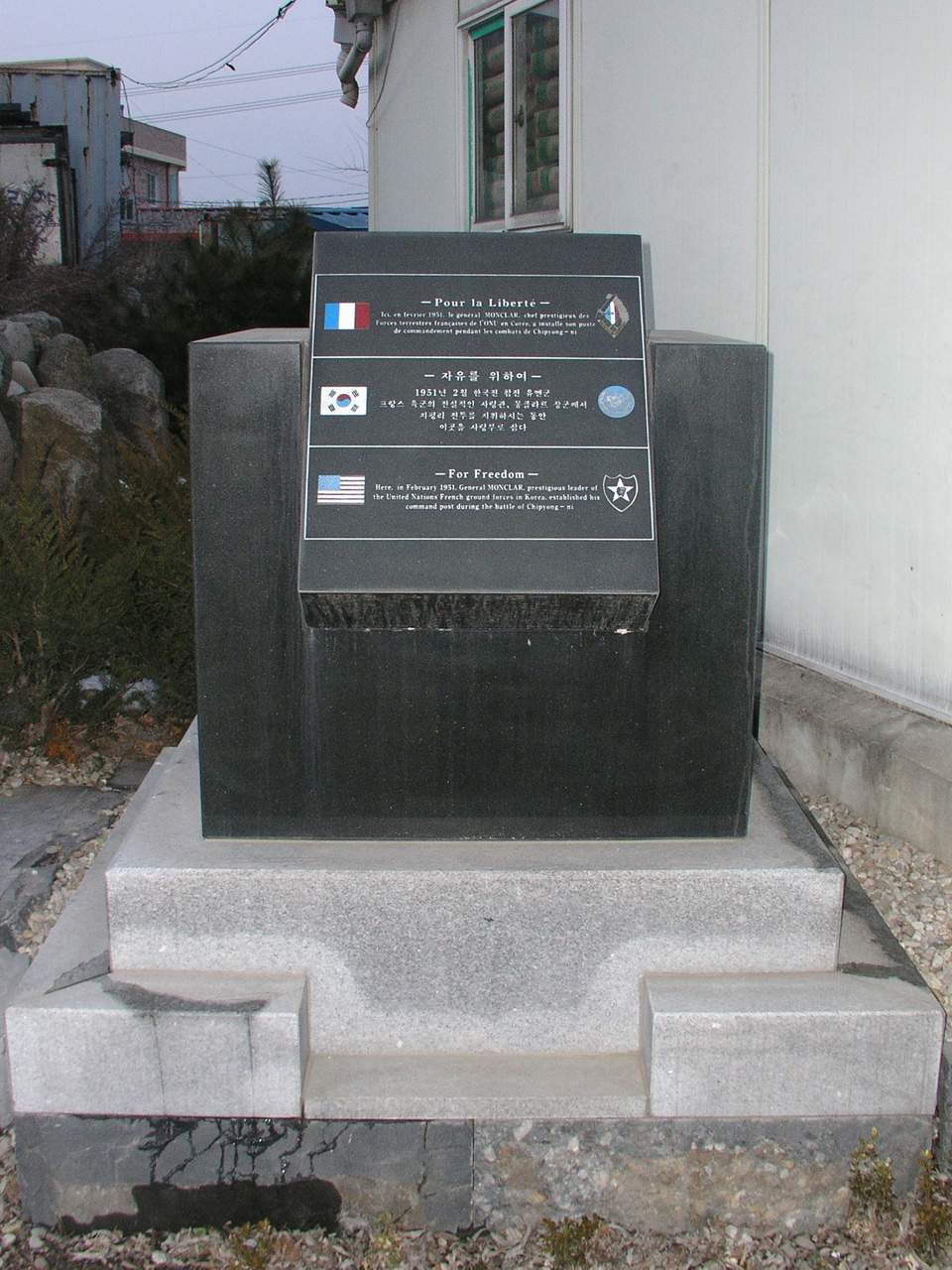
지평 양조장 옆 전적비

1951년 2월 13일: 적군이 지평리 서쪽 고지에서 진지를 점령하고 있는 프랑스 대대의 전초기지 앞까지 공격

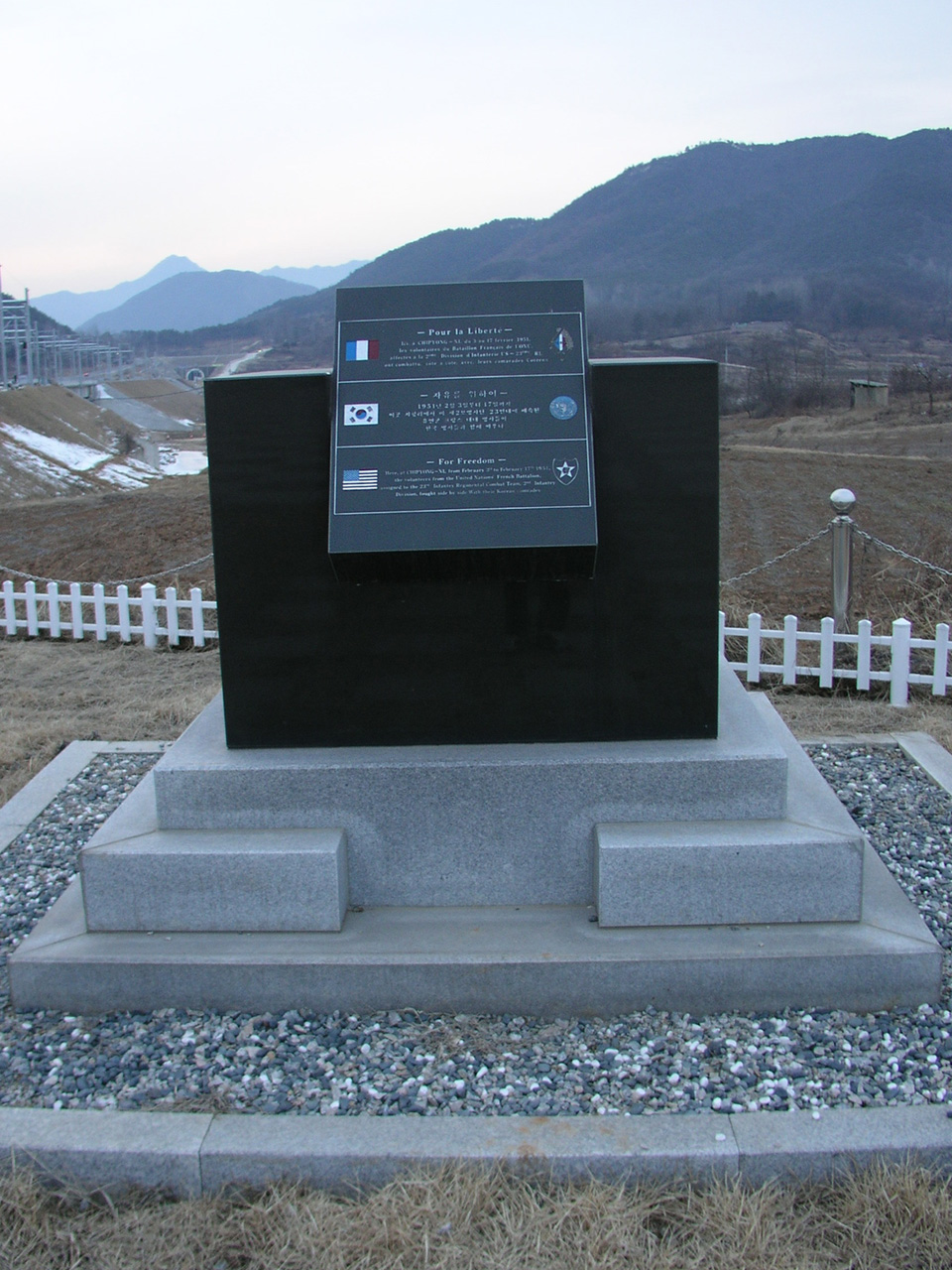
지평역 옆의 전투 전적비

1951년 2월 14일: 02:00에 중공군이 나팔과 피리를 불면서 재돌격하자, 프랑스 대대는 수동 사이렌을 울리면서 수류탄으로 치열하게 반격했으나 수의 압도적인 우세를 바탕으로 중공군이 진지내로 침투하여 근접전이 전개되고, 이에 프랑스 대대의 반격과 매 5분 간격의 조명탄 사격으로 중공군은 퇴각, 이들을 향해 박격포 세례 및 연대 포병대와 경전차의 지원사격
1951년 2월 14일: 중공군의 기습 이후 2대대 일부 중대 점령한 고지 손실 및 전멸
1951년 2월 15일: 포위된 아군 병사들을 구출하기 위해 4대의 공군폭격기가 중공군 진지에 폭탄을 투하 및 부상자들 후송, 이어 셔먼 경전차로 구성된 미 제5기갑연대의 구조대 도착 후 돌파구를 뚫는 데 성공했으나, 이들과 함께 온 보병들은 전멸
1951년 2월 16일: 아침이 밝으면서 전투 종료 및 중공군 퇴각

##### 3) 결과
이로써 중공군 3개 사단의 공격에 맞선 지평리 전투는 유엔군이 저지선을 사수하는데 성공했다. 중공군은 지평리에 배치된 미 제23연대를 포위망에 가둬 놓고 섬멸하려고 했다. 하지만 미 제23연대와 이 연대에 배속된 프랑스 대대는 미 제5기갑연대가 구출작전에 성공할 때까지 3일간 밤낮으로 혈전을 벌여 마침내 중공군을 격퇴했다. 중공군의 2월 공세는 두 연합군 지휘관, 즉 제23연대를 이끈 프리맨 대령과 프랑스 대대를 지휘한 몽클라르 중령을 영웅으로 부각시키면서 중공군에게는 패배를 안겼다. 특히 프랑스 대대는 지평리 전투에서 험난한 지형과 혹독한 추위에도 불구하고 계속적인 정찰로 적의 공격을 지연시켰고, 눈보라 속에서 펼쳐진 적군의 대공세를 분쇄하는데 크게 공헌함으로써 그 강인함과 용맹을 세계에 떨쳤다.

#### 4. 중공군 춘계공세 기간 중의 전투(1951. 4~5.)
중공군의 춘계 공세는 성공을 거두지 못하였고, 6월 들어 유엔에서는 휴전협상이 시작되었고, 구체적인 협상을 위한 양측의 첫 만남이 1951년 7월 10일 개성에서 있었다. 이와 같은 휴전협상의 영향으로 한국전쟁 양상은 기존의 대규모 기동작전보다 38도선을 중심으로 한 고지 쟁탈전으로 바꾸게 되었고, 작전 형태는 휴전 협상에서 유리한 지위를 확보하기 위한 제한된 공세 작전으로 전개됐다.

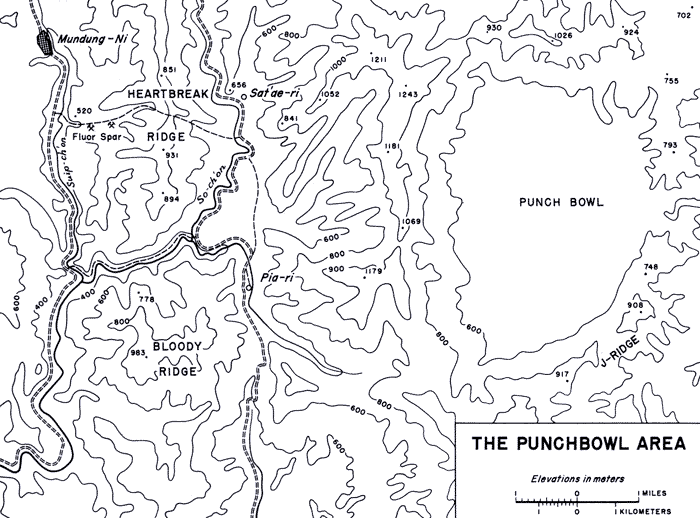
단장의 능선(강원도 양구군 방산면, 동면 사태리) 지도

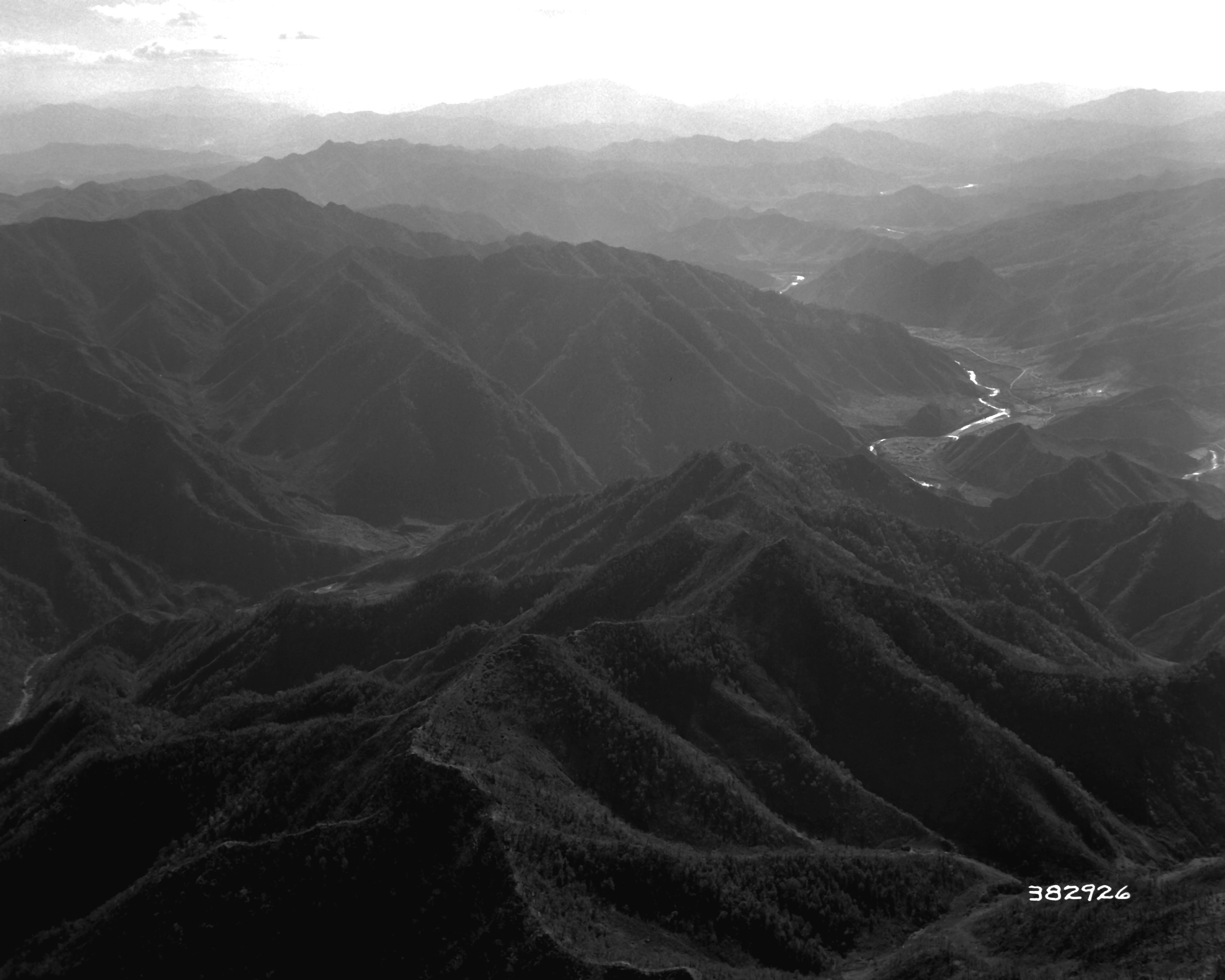
단장의 능선(강원도 양구군 방산면, 동면 사태리)을 바라본 전경

#### 5. 단장의 능선 전투(1951. 9. 13~10. 13)
단장의 능선 전투(Battle of Heartbreak Ridge)는 1951년 8월 중순 휴전회담이 공산군 측에 의해 중단되자, 유엔군이 공산군을 다시 협상 테이블로 끌어내기 위해 제한된 범위 내에서 군사적인 압력을 가하려고 벌인 것이었다. 따라서 이 시기 발생했던 전투에서는 유엔군의 막강한 화력과 공산군의 요새화된 방어진지 간의 치열한 고지쟁탈로 인해 전군과 아군 모두 많은 희생자가 발생했다.

#### 1. 철의 삼각지 전투와 T-Bone지구 전투(1952.7)
1951년 12월 1일 보레유(Borreil)중령은 프랑스 대대 총사령관 몽클라르 중령으로부터 주한 프랑스 대대의 지휘권을 인계받는다. 보레유 중령이 지휘하는 제2차 프랑스 대대는 12월 중순에 철의 삼각지(철원·평강·금화)에 배치되었다가 미 제25사단 제27연대와 작전임무를 교대한 후 1952년 2월 중순 다시 전선에 투입됐다. 이 시기의 전투는 주로 정찰 및 척후전의 양상을 띠었는데 이런 작전활동은 4월 중순까지 계속됐다. 가평 북방의 죽둔리에서 3개월을 보낸 프랑스 대대는 미 제23 연대와 함께 1952년 7월 17일 철원 서쪽 최전방 방어선인 T-Bone 지구의 진지를 점령했다. 그러나 미 제23연대의 대대들은 중공군의 대대적인 공격에 직면하게 되었고, 불모고지(Old Baldy)라는 276 고지를 두고 중공군과 미 제23연대 제2대대간의 빼앗기고 뺏는 격전을 2주일이나 계속하여 결국 7월 31일에야 고지의 정상을 탈환하였다. 중공군이 불모고지 정상을 장악했을 때 적군은 밤에는 정찰대를 보내고, 낮에는 기관총과 박격포·대포를 쏘아대며 T-Bone지구를 계속하여 위협했다. 프랑스 대대는 T-Bone지구의 발판에 해당하는 구릉에 위치하였기 때문에 대대의 전면에 2개의 전초기지를 구축하였고, 7월 25일 23:30에 시작된 적군의 공격은 이들 두 곳에 집중되었다. 프랑스 대대는 계속되는 중공군의 돌격을 백병전으로 저지하면서 전초를 방어해야만 했고, 프랑스 대대의 끈질긴 저항에 적군은 공격을 포기함으로써 전투는 프랑스 대대의 승리로 종결됐다.

#### 2. 화살머리(Arrowhead)고지 전투(1952.10.6~10)
1952년 봄부터 미군과 중공군은 지금까지의 기동전 방식을 포기하였고, 이제 작전의 목표는 적군을 내려다 볼 수 있는 고지를 어느 쪽이 많이 확보하느냐의 형태로 발전하였다. 1952년 9월 중순께 미 제23연대와 프랑스 대대는 철원 서북방 15km에 위치한 281고지(화살머리고지 : Arrowhead)로 진출하였고, 화살머리전투는 프랑스 대대가 진지전과 고지 점령전기에 281고지를 방어하며 중공군 제113사단 제338연대와 치른 전투였다.

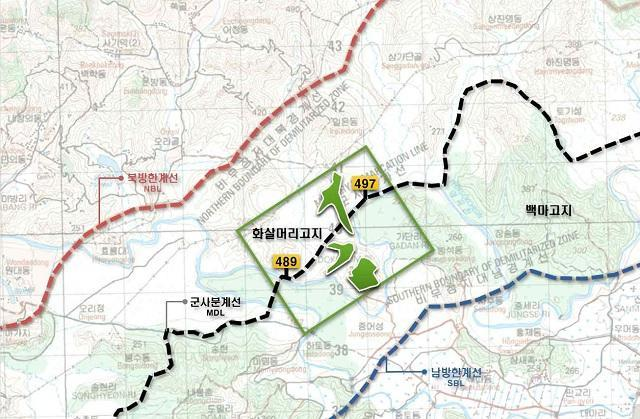
화살머리고지 위치

화살머리고지 지역은 T-Bone지역에서 동쪽으로 불과 몇 킬로미터 밖에 떨어져 있지 않은 곳이었고, 구릉인 화살머리고지는 부대배치의 핵심을 이루는 요충지였다. 당시 프랑스 대대는 이 고지 전방에 전초기지들을 설치하고, 역곡천 건너편의 만곡부에 주력군을 배치했다. 프랑스 대대의 3개 중대는 방어선을 설치했는데, 제1중대는 역곡천으로 말미맘아 다른 2개 중대로부터 고립됐다. 따라서 본격적인 전투가 벌어지면 중공군의 수공-역곡천의 물을 저장해 두었다가 지원병력이 올 경우 저수지 수문을 열어 지원을 차단할 것으로 예상되었다. 281고지(화살머리고지)에 대한 적군의 공격은 야포 120문을 동원한 중공군의 포격으로 전투가 시작 됐다. 중공군의 작전 목표는 281고지(화살머리고지)와 한국군 제9사단 1개 대대가 주둔하고 있는 백마고지로 연결되는 통신선을 분리시키는 것이었다. 이에 따라 중공군은 10월 3일에 200여 발, 10월 5일에 300여 발의 포탄을 쏘아댔고, 그 결과 미군 관측장교가 전사하고, 프랑스 대대 제1중대장 리롱(Liron)중위가 크게 부상당했다.
중공군의 10월 6일 공격은 더욱 거셌다. 중공군은 예상한 대로 역곡천 저수지의 수문을 열었고, 새벽부터 화살머리 고지에 1천발의 포탄을 쏟아 부었다. 이로 인하여 프랑스 대대의 모든 방어 지역은 화염과 포연에 휩싸였고, 교통호, 철조망, 무전 안테나, 보급 트럭, 전차 등 모든 것이 일순간에 사라졌으며 수많은 부상자와 전사자가 발생하였다. 프랑스 대대가 중공군의 포격과 수공에 10월 6일 저녁 전방초소를 포기하자, 중공군은 동쪽에 위치한 제2중대를 향해 돌격을 감행하였고, 가브릴로프(Gavriloff)상사가 지휘하는 선발대는 야간에 거의 전멸하다시피 했다. 프랑스대대를 지원하기 위해 4개의 포병대가 시간당 6천발의 포탄을 쏘아댔고, 프랑스 대대 소속 경전차 소대도 이날 밤 76.2mm포 1200여 발을 발사했다. 프랑스 대대 지원중대 또한 후퇴하지 않고 81mm 박격포 8백 발과 75mm포 150발가량을 발사했다. 프랑스 대대의 좌측에 위치한 제23연대 제1대대 역시 지원사격을 했다. 그러나 이러한 화력지원에도 불구하고 적군의 1차 돌격이 끝난 것은 밤 9시 무렵이었다. 많은 중공군이 진지 바로 앞까지 닥쳤으며 방어선이 차츰 뚫리기 시작했다. 자정이 되기 전에 제 1중대는 미군의 중무장 한 1개 분대와 대대의 지휘관 및 행정병으로 구성된 1개 행군분대, 그리고 제2중대로부터 1개 분대를 지원받았다. 그들은 역곡천을 건너 온몸이 흠뻑 젖은 채 도착했다. 2대의 셔먼 경전차, 4.2인치포 분대, 그리고 지원중대의 다른 1개 준대가 뒤따라 왔다. 진지는 그때부터 드 세즈(de Seze) 부대대장에 의해 지휘되는 5백명의 병력에 의해 유지됐다.

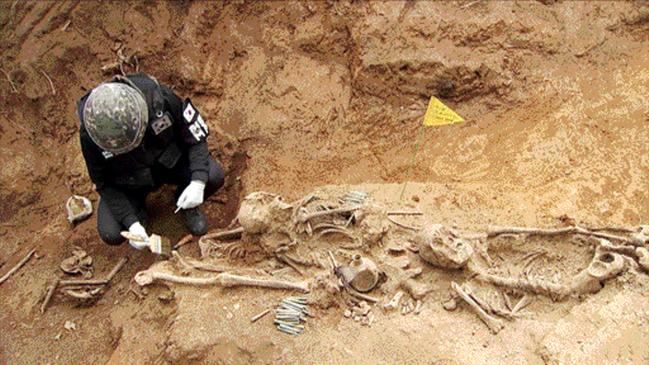
화살머리고지 유해발굴단 작업 모습

중공군은 또다시 두 차례나 제1중대와 제2중대 사이에 침투하려고 기습을 감행했다. 유엔군, 한국군과 중공군은 한데 뒤섞여 폭발과 불꽃이 난무하는 속에서 목숨을 내던진 채 치열한 전투를 벌였다. 새벽에 프랑스의 병사들은 그들의 방어선에서 나와 전우들의 시체를 찾고 부상자들을 구출했다. 이후 중공군의 공격은 한국군 제9사단 제30연대 지키고 있는 백마고지 정상에서 동쪽으로 조금씩 이동했지만, 이 진지를 완전히 장악하기까지 8일 간의 치열한 전투가 더 필요하였고, 프랑스 대대에게는 다예즈중위, 가브릴포프 상사, 카미 부제리바등과 같은 뛰어난 용사들을 비롯해 47명의 전사자가 발생하였다. 10월 9일부터 중공군의 공격은 약화되었고, 중공군은 10월 10일 새벽에 초토화된 화살머리고지의 능선에 시체 6백구와 야포, 기관총, 소총 그리고 경기관총 등을 남기고 프랑스 대대 진지에서 철수하기 시작하였다.
이처럼 프랑스 대대는 화살머리고지 전투에서 10월 6일부터 9일까지 매일 야간에 치열한 공격준비사격에 이어 대대, 중대 규모의 부대를 파상적으로 투입한 중공군의 281고지 공격에 대하여 지원화력의 엄호 하에 근접전투를 벌이며 진지를 고수하는 데에 성공하였다. 프랑스 대대의 성공적인 화살머리고지 방어는 같은 기간에 오른쪽에 인접한 백마고지에서 한국군 제9사단이 중공군과 격전을 벌여 백마고지를 방어하는 데에도 크게 기여하였다. 그리고 화살머리고지 전투에서 승전한 프랑스 대대는 고지를 미 제 38연대 제3대대에 인계하고 예비부대로서 전선에서 8km 떨어진 신탄리로 이동하였다.

### 제 3차 시기(1952.12.~1953.07.)
1952년 12월 1일 드 제르미니 (de Germiny)중령은 보레유 중령으로부터 한국전 프랑스 대대의 지휘권을 인수받았다. 제3차 프랑스 대대의 지휘부는 대대장 드 제르니미 중령, 부대대장 알랙상드르 소령, 제1중대장 오르사(Orsat) 대위, 제2중대장 르푀브르(Lefeuvre) 대위, 제3중대장 조잔(Jozan) 대위, 지원중대(C. A)장 쥐파르트 대위, 지원중대(C. B)장 코스테르(Costerg) 대위로 편성되었다. 휴전을 불과 7개월 앞둔 1953년부터 전선은 화살머리고지 전투와 같은 대규모의 고지 쟁탈전이 없이 비교적 평온하였다. 그러나 적군의 포격은 계속되었고 작전의 양상도 소규모 침투와 매복전투로 바뀌었다. 1월 31일 프랑스 대대는 송곡리에 있는 영연방 제1사단의 블랙워치연대 1개 대대와 작전임무를 교대하고 전방 방어선 진지를 다시 점령하였다. 2월이 되어서는 ‘사람이 살지 않는 지대(no man’s land)’에 대한 주야간 정찰활동이 활발하였고, 프랑스 대대는 일상적인 작전인 눈 덮인 땅에서 전방초소 공격, 수색, 척후, 정찰 등 소규모의 작전 임무를 지속적으로 수행하였다. 3월 1일 중공군 1개 대대가 프랑스 대대의 진지를 공격했지만, 한 시간여의 전투 후에 중공군은 격퇴됐다. 4월 7일 대대는 동두천 옆 캠프 케이시(Camp Casey)로 이동해 휴식을 취했다. 6월 20일 프랑스 대대는 중가산지구의 방어선에 다시 오르게 됐다. 휴전이 임박한 것처럼 보였지만 프랑스 대대는 주방어선 전면에 철조망, 지뢰 등 장애물을 설치하고, 적군의 침투에 대비해 ‘사람이 살지 않는 지대’에 대한 주야간 정찰활동을 강화하였다. 7월 18일 야간에 금화-철원을 목표로 한 적군의 최후의 공격이 프랑스 대대 진지를 향하여 집중되었다. 중공군은 뒤로 중위가 지휘하는 제1중대의 모든 최전방 초소에 포격을 가해왔다. 20분 동안 2백발의 포탄이 모든 방어선에 쏟아졌고, 집중 포격에 이어서 적군의 정찰대가 대대의 전초진지를 습격하거나, 진지를 후방으로 침투하여 포위를 시도하면서 상황은 급속도로 악화돼 갔다. 하지만 중공군의 마지막 집중포격과 연이은 진지 침투 공격이 프랑스 대대에게 상당히 위협적이었지만, 진지를 없애기에는 불충분했고 진지 내 프랑스의 병사들의 용감무쌍한 투혼을 억제하기에는 부족했다. 이것은 적군의 철원과 금화 방면에 대한 마지막 공격이었다. 프랑스 대대가 중공군 2개 연대의 돌격을 잘 막아냈지만, 이 마지막 전투에서 프랑스 대대는 전사 5명, 부상 44명의 인명 손실을 당하였다. 7월 27일 아침 판문점에서 휴전협정이 체결됐고, 3년여에 걸친 전쟁이 멈췄으며, 이로써 프랑스대대도 약 2년 8개월에 걸친 한국전선에서의 전투를 마무리하였다.

## 전쟁 이후

### 훈장 수여
| 전사/사망 | 부상    | 실종 | 포로 | 계      |
| --------- | ------- | ---- | ---- | ------- |
| 262명     | 1,008명 | 7명  | 12명 | 1,289명 |

프랑스 대대는 1953년 10월 9일 전쟁기간 중 이룩한 전공으로 미 제9군단장으로부터 Legion of Merit 훈장을 수여받았고, 10월 13일에는 대한민국 대통령으로부터 부대표창을 받는 영광의 시간을 가졌다. 이와 같이 프랑스대대는 대한민국 대통령 부대표창 2회, 미국대통령 부대표창 2회, 프랑스 국방장관 표창 4회를 수여받았으며, 을지무공훈장을 포함한 대한민국 무공훈장 12회, 미국 무공훈장 7회 그리고 프랑스 훈장 7회 등 국내, 국외의 각종 훈장을 수여받았다.

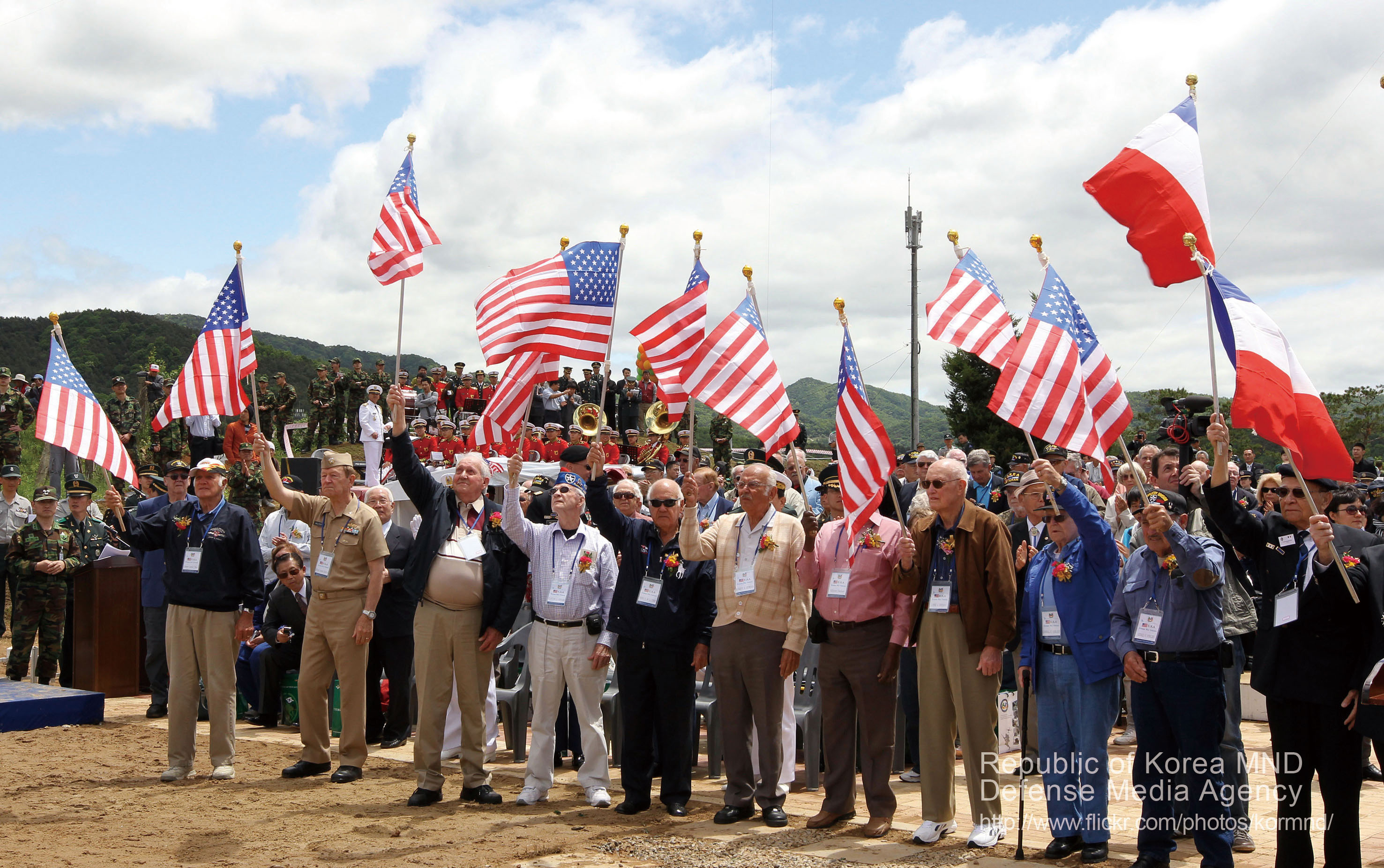
6·25 미국 참전용사들이 2010년 5월 26일 경기도 양평군 지평면 지평리 일원에서 열린 지평리 전투 기념행사에서 국기를 흔들어 보이고 있다.

| 대한민국 대통령 부대표창 | 미국대통령 부대표창 | 프랑스 국방장관 표창 4회 | 대한민국 무공훈장 | 미국 무공훈장 | 프랑스 훈장 |
| ------------------------ | ------------------- | ------------------------ | ----------------- | ------------- | ----------- |
| 2회                      | 2회                 | 4회                      | 12회              | 7회           | 7회         |

### 기념 사업
| 참전 기념비                 | 프랑스군 한국전쟁 참전기념비는 한국 전쟁에 참전한 프랑스 대대를 기념하기 위한 기념비로 경기도 수원시에 있다. 북수원 인터체인지에서 의왕시로 가는 길목에 지난 1989년 3월 16일에 세워졌다. |
| 프랑스 대대 사진집          | 주한 프랑스 대사관에서 한국전쟁 참전 유엔군 프랑스 대대의 기록을 담은 사진집을 발간했다. 이 사진집은 지금까지 공개되지 않았던 증언들과 프랑스 참전용사들의 사진을 통해 한국전쟁 당시 유엔군 프랑스 대대의 역사를 되짚어 볼 수 있다.                                                                                              |
| 지평리 전투기념관           | 경기도 양평군 지평에는 애국심의 대명사 같은 의병들의 이야기와 한국전쟁의 역사가 담긴 ‘지평의병 지평리전투 기념관’이 자리하고 있다. 한국전쟁 당시 치열했던 지평리전투에 관한 내용이 자세히 담겨 있다. |
| 6.25 참전 기념행사          | 주프랑스대사관에서 주최했으며 프랑스군이 참여했던 전투 중 사상자가 많았던 단장의 능선 전투를 기념하여 2009년 10월 8일 프랑스 개선문에서 진행되었다. |
| 프랑스군 참전 기념행사      | 프랑스군의 6.25전쟁 참전 및 제1차 세계대전 종전을 기념하는 행사가 2005.11.11일(금) 프랑스군참전기념비(수원시 장안구 파장동 소재)에서 열렸다. 이번 기념행사는 프랑스군의 6.25참전 및 유럽국가 중 특히 프랑스 국민에게 큰 피해를 남긴 제1차 세계대전 종전을 기념하는 행사로 주한 프랑스대사관 주관으로 매년 11월 11일 열리고 있다. |
| 프랑스 참전요사 유해 안장식 | 2017년 11월 2일, 육군 5사단 GOP 내에서 6.25 전쟁 프랑스 참전용사 고 장르우의 유해 안장식이 거행되었다. 한국에 돌아와 묻힌 유엔군 6.25 참전용사는 2015년 5월 프랑스인 레몽 베르나르를 시작으로 장 르우가 7번째이다. |
| 참전용사 마스크 모급        | 2020년 코로나 발생 이후, 대한민국 마스크가 국외 출입 금지 품목임에도 불구하고 프랑스를 포함하여 6.25전쟁 참전 22개국의 참전용사들에게 약 100만 장을 보급하였다. |

## 참고 문헌
- 국방부 군사편찬 연구소, 《6.25 전쟁과UN군》
- 국가보훈처, 6·25전쟁. 프랑스군 참전사, 2004
- 국방부 군사편찬연구소, 6·25전쟁사 제2집 : 북한의 전면남침과 초기 방어작전, 2005
- 국방부 전사편찬위원회, 한국전쟁사 제5권(중공군 침략과 재반격작전기), 1972
- 한국전쟁사 제6권(제한전선의 격동기), 1973
- 한국전쟁사 제10권(유엔군 참전편), 1979